# Shane Tusup
Shane Tusup (Lafayette, Kalifornia, 1988. április 23. –) amerikai úszó, edző, Magyarországon négyszer, 2013-ban, 2014-ben, 2016-ban és 2017-ben megválasztották az év edzőjének.

## Pályafutása
Úszóként nem ért el kiemelkedő eredményeket, hazájában az Észak-kaliforniai bajnokság 2. helyezettje volt 2006-ban, többször indult a Csendes-óceáni bajnokságban, illetve ő a New York állam XI-es régiójának gimnáziumi csúcstartója 100 yard hátúszásban.
Az úszást egy sérülés miatt fiatalon abbahagyó Tusup a londoni olimpia után vette át Hosszú Katinka felkészítését, edzésmunkáját 2012 decemberétől a Vasas színeiben irányította. 2013-ban az év edzőjének választották a Magyar Sportújságírók Szövetségének szavazásán, csakúgy mint 2014-ben, 2016-ban és 2017-ben. A 2016-os riói olimpián három számban nyertek olimpiai bajnoki címet, az év végén a Nemzetközi Úszószövetség az év női úszóedzőjének választotta. A hazai rendezésű 2017-es világbajnokságon Hosszú két számban nyert világbajnoki címet. 2018 májusában jelentették be hivatalosan is, hogy kapcsolatuk mind szakmailag, mind pedig a magánéletben véget ért és az úszónő nem Tusuppal folytatja a munkát.
2019-ben több fiatal magyar úszó edzését is elvállalta, így az ő irányításával készül Bujdosó Zsombor és Földházi Dávid is, valamint az olasz Ilaria Cusinato. Válásuk után Tusup kiszállt a közös vállalkozásukból, az Iron Corporation Kft.-ből is.
2024. szeptember 22-én a Sztárbox című vetélkedő első menetében kiesett, és alulmaradt a nála hat évvel idősebb, az aktív sporttól 2020. szeptemberében visszavonult Torghelle Sándorral szemben.

## Magánélete
Hosszú Katinkával 2013. augusztus 22-én házasodtak össze, és 2019 februárjában váltak el. Több más sportágban is kipróbálta magát, 2018 augusztusától profi golfversenyeken is indult.
Magyarországi edzősködése idején többször került szóváltásba edzőkollégáival és a magyar úszósport jeles képviselőivel, nem egy esetben botrányos viselkedésével hívta fel magára a figyelmet, valamint többször is bírálta a Magyar Úszó Szövetség vezetőinek munkáját és éles vitája volt Gyárfás Tamással, a szervezet akkori elnökével is.
2021-től párja Szabó Zsófia színésznő volt,
eljegyzésüket 2022 májusában bontották fel.

## Legjobb eredményei úszóedzőként
- Olimpiai bajnok (100 m hát, 200 és 400 m vegyes – 2016), olimpiai-2. (200 m hát – 2016)
- Világbajnok (200 és 400 m vegyes – 2013, 2015, 2017), vb-2. (200 m hát – 2017), 3x vb-3. (200 m pillangó – 2013, 2017, 200 m hát – 2015)
- Rövid pályás világbajnok (200 m pillangó, 100 m vegyes – 2012, 100 és 200 m hát, 100 és 200 m vegyes – 2014, 100 és 200 m hát, 100 és 200 m pillangó, 100, 200 és 400 m vegyes – 2016)
- Rövid pályás vb-2. (200 m gyors, 200 m vegyes – 2012, 200 m gyors, 200 m pillangó, 400 m vegyes – 2014, 200 m gyors, 50 m hát – 2016)
- Európa-bajnok (100 m hát, 200 és 400 m vegyes – 2014, 200 m hát, 200 és 400 m vegyes, 4x200 m gyorsváltó – 2016), 2x Eb-2. (200 m gyors – 2014, *Rövid pályás Európa-bajnok (200 m pillangó, 100 és 200 m vegyes – 2012, 200 m vegyes – 2013, 50, 100 és 200 m hát, 100, 200 és 400 m vegyes – 2015, 50, 100 és 200 m hát, 100, 200 és 400 m vegyes – 2017), 4x rövid pályás Eb-2. (400 m vegyes – 2012, 100 és 400 m vegyes – 2013, 400 m gyors – 2015),
- Összetett Világkupa-győztes (2012, 2013, 2014, 2015, 2016)

## Díjai
- Az év magyar edzője (2013, 2014, 2016, 2017)[20][21][22]
- A Magyar Érdemrend lovagkeresztje (2016)[23]